# Melipotis evelina
Melipotis evelina là một loài bướm đêm trong họ Erebidae.